# In Your Eyes (chanson de The Weeknd)
Pour les articles homonymes, voir In Your Eyes.
Singles de The Weeknd
Blinding Lights
(2019) Smile
(2020)
In Your Eyes est une chanson du chanteur canadien The Weeknd sortie le 24 mars 2020 comme troisième single de son quatrième album, After Hours. Elle est initialement sortie le 20 mars 2020, avec l'ensemble de son album, et lors de sa sortie, il a été confirmé que In Your Eyes serait le troisième single de l'album. The Weeknd a écrit et produit le son avec ses producteurs Max Martin et Oscar Holter, avec Belly recevant des crédits additionnels d'écriture du titre.
Le 21 mai 2020, un remix mettant en vedette la chanteuse et rappeuse américaine Doja Cat est sorti. Un autre remix de la chanson mettant en vedette Kenny G en tant que saxophoniste est sorti le 16 octobre 2020, à la suite de la première prestation en public de cette version.

## Historique et sortie
La chanson a d'abord été taquinée dans le court-métrage After Hours de The Weeknd (sorti début mars 2020) au cours d'une scène dans laquelle Tesfaye a marché devant un musicien jouant du saxophone solo du morceau. Plus tard, le président d'Island Records, Louis Bloom, dans une interview à la mi-mars 2020 avec le magazine Music Week, a confirmé qu'un suivi direct de Blinding Lights devait être révélé lors de la sortie de l'album. La suite a ensuite été annoncée comme étant In Your Eyes la chanson étant ajoutée à diverses listes de lecture Spotify et sa sortie radio confirmée par Gary Trust du magazine Billboard le 20 mars 2020.

## Paroles de chanson
Les paroles de la chanson font référence aux relations de Tesfaye avec le mannequin Bella Hadid. Dans la piste, The Weeknd chante de ressentir des remords d'avoir été infidèle dans la relation qu'il a eue avec son partenaire. Les paroles de la chanson contrastent avec l'énergie et l'espoir que l'on retrouve dans le précédent morceau de l'album Blinding Lights, le single prenant un ton plus mélancolique dans son écriture.

## Clip musical
Le clip de In Your Eyes a été taquiné pour la première fois le 21 mars 2020 par son réalisateur Anton Tammi sur son histoire Instagram, Tesfaye publiant plus tard le lendemain la vignette du visuel sur ses comptes de médias sociaux. Sa confirmation en tant que clip pour le single a été confirmée onze heures avant sa sortie, avec la première du clip le 23 mars 2020. 
Le visuel met en vedette Zaina Miuccia en tant que protagoniste féminine principale et continue l'intrigue du court métrage After Hours après The Weeknd entre dans l'ascenseur avec le couple. Dans le clip, The Weeknd, après avoir tué le compagnon de Miuccia dans l'ascenseur susmentionné, la poursuit dans différents endroits jusqu'à ce qu'ils atteignent une discothèque nommée After Hours, dans ce lieu, Miuccia parvient à attraper une hache qu'elle utilise ensuite pour décapiter The Weeknd, alors qu'elle continue à danser avec sa tête sans vie dans le reste du clip. Le visuel présentait le retour de Wojtek Goral en tant que joueur de saxophone du court métrage éponyme de l'album et a été comparé aux films slasher des années 1980, accueillis favorablement.
Sur MCM, RFM TV, MTV, MTV Hits et M6 Music, le clip est censuré et dure seulement moins d'1 min 30, à la suite des scènes de violences et de décapitation. Mais depuis, les chaînes diffusent la vidéo animée comportant le remix de Doja Cat. Cependant, le clip original est diffusé sans signalétique, vu qu'il est coupé en une version très courte. Seul, Trace Urban diffuse le clip original, normalement sans signalétique.

## Accueil

### Réception critique
La chanson a été notée comme une chanson hors concours de l'album par les critiques, le single étant comparé aux précédents succès radio de The Weeknd. Divers journalistes ont noté son influence des années 80, le solo de saxophone de la chanson (interprété par Wojtek Goral) et les synthés ayant reçu des éloges et étant comparés à des succès tels que Midnight City de M83 et Last Friday Night de Katy Perry.

### Accueil commercial
Après la sortie de son album, In Your Eyes entre en 16e position du Billboard Hot 100 aux États-Unis le 4 avril 2020. Il s'agissait du premier plus haut classement général de la semaine et du troisième titre le meilleur classé d'After Hours.
Au Royaume-Uni, la chanson a fait ses débuts à la 17e place du UK Singles Chart, devenant son 20e succès à atteindre le top 40 britannique. Ailleurs en Europe, In Your Eyes a réussi à entrer dans le top 20 des classements belges, irlandais et néerlandais. La chanson a également réussi à atteindre le top 10 des classements norvégien et suédois, le single atteignant également une position dans le top 40 italien à la 26e place.

## Crédits
Crédits provenant de Tidal .
- The Weeknd – chant, écriture, production
- Belly – écriture
- Jason Quenneville – écriture
- Max Martin – écriture, production, programmation, piano, basse, guitare, batterie
- Oscar Holter – écriture, production, programmation, piano, basse, guitare, batterie
- Dave Kutch – masterisation
- Kevin Peterson – assistant de masterisation
- Wojtek Goral – saxophone alto
- Nils-Petter Ankarblom – arrangement des cuivres
- Mattias Bylund – arrangement des cuivres, ingénieur d'enregistrement, montage
- Peter Noos Johansson – trombone
- Magnus Johansson – trompette
- Janne Bjerger – trompette
- Magnus Sjolander – percussion
- Miko Rezler – percussion
- Tomas Jonsson – saxophone ténor
- Michael Engstrom – basse électrique

## Classements et certifications

### Version originale
| Classement (2020–21)                    | Meilleure position |
| --------------------------------------- | ------------------ |
| Allemagne (GfK Entertainment)           | 68                 |
| Argentine (Monitor Latino Anglo)        | 11                 |
| Australie (ARIA)                        | 13                 |
| Autriche (Ö3 Austria Top 40)            | 23                 |
| Belgique (Flandre Ultratop 50 Singles)  | 8                  |
| Belgique (Flandre Ultratop 50 Airplay)  | 4                  |
| Belgique (Wallonie Ultratop 50 Singles) | 1                  |
| Belgique (Wallonie Ultratop 50 Airplay) | 1                  |
| Bolivie (Monitor Latino Anglo)          | 1                  |
| Canada (Hot 100)                        | 13                 |
| Canada (CHR/Top 40)                     | 6                  |
| Canada (Hot AC)                         | 7                  |
| Canada (Adult Contemporary)             | 14                 |
| CEI (Tophit)                            | 38                 |
| Croatie (HRT)                           | 11                 |
| Danemark (Tracklisten)                  | 5                  |
| Écosse (OCC)                            | 25                 |
| Équateur (Monitor Latino Anglo)         | 10                 |
| Espagne (PROMUSICAE)                    | 70                 |
| Estonie (Eesti Tipp-40)                 | 5                  |
| États-Unis (Hot 100)                    | 16                 |
| États-Unis (Adult Contemporary)         | 27                 |
| États-Unis (Adult Pop Songs)            | 33                 |
| États-Unis (Pop Airplay)                | 19                 |
| États-Unis (Rhythmic Songs)             | 16                 |
| États-Unis (Dance/Mix Show Airplay)     | 33                 |
| États-Unis (Rolling Stone Top 100)      | 3                  |
| Finlande (Suomen virallinen lista)      | 12                 |
| France (SNEP)                           | 31                 |
| France (SNEP Ventes)                    | 3                  |
| France (SNEP Radio)                     | 1                  |
| Global 200 (Billboard)                  | 83                 |
| Grèce (IFPI)                            | 4                  |
| Hongrie (Rádiós Top 40)                 | 2                  |
| Hongrie (Single Top 40)                 | 13                 |
| Hongrie (Stream Top 40)                 | 12                 |
| Irlande (IRMA)                          | 12                 |
| Islande (Tónlistinn)                    | 2                  |
| Israël (Media Forest)                   | 5                  |
| Italie (FIMI)                           | 26                 |
| Lettonie (LAIPA)                        | 27                 |
| Lituanie (Agata)                        | 6                  |
| Malaisie (RIM)                          | 15                 |
| Mexique (Mexico Airplay)                | 6                  |
| Mexique (Mexico Inglés Airplay)         | 3                  |
| Norvège (VG-lista)                      | 5                  |
| Nouvelle-Zélande (RMNZ)                 | 24                 |
| Paraguay (SGP)                          | 59                 |
| Paraguay (Monitor Latino)               | 10                 |
| Pays-Bas (Nederlandse Top 40)           | 5                  |
| Pays-Bas (Single Top 100)               | 19                 |
| Pays-Bas (Radiomonitor Airplay)         | 1                  |
| Pologne (ZPAV)                          | 1                  |
| Portugal (AFP)                          | 11                 |
| Roumanie (Airplay 100)                  | 55                 |
| Royaume-Uni (UK Singles Chart)          | 17                 |
| Russie (Tophit Radio Top 100)           | 41                 |
| Salvador (Monitor Latino)               | 8                  |
| Salvador (Monitor Latino Anglo)         | 2                  |
| Serbie (Radiomonitor Airplay)           | 1                  |
| Singapour (RIAS)                        | 13                 |
| Slovaquie (IFPI Rádio)                  | 30                 |
| Slovaquie (IFPI Singles Digitál)        | 6                  |
| Slovénie (SloTop50)                     | 11                 |
| Suède (Sverigetopplistan)               | 7                  |
| Suisse (Schweizer Hitparade)            | 12                 |
| Suisse (Charts Romandie)                | 5                  |
| Tchéquie (IFPI Rádio)                   | 1                  |
| Tchéquie (IFPI Singles Digitál)         | 9                  |
| Ukraine (Tophit Radio Top 100)          | 56                 |
| Uruguay (Monitor Latino Anglo)          | 7                  |

| Classement (2020)             | Position |
| ----------------------------- | -------- |
| Australie (ARIA)              | 91       |
| Belgique (Flandre Ultratop)   | 20       |
| Belgique (Wallonie Ultratop)  | 7        |
| Canada (Hot 100)              | 40       |
| CEI (Tophit)                  | 129      |
| Danemark (Tracklisten)        | 21       |
| France (SNEP)                 | 71       |
| Islande (Plötutíðindi)        | 5        |
| Italie (FIMI)                 | 63       |
| Norvège (VG-lista)            | 23       |
| Pays-Bas (Nederlandse Top 40) | 8        |
| Pays-Bas (Single Top 100)     | 45       |
| Pologne (ZPAV)                | 8        |
| Russie (Tophit)               | 167      |
| Slovénie (SloTop50)           | 46       |
| Suisse (Schweizer Hitparade)  | 45       |

| Pays | Certification | Ventes certifiées |
| --- | ------------- | ----------------- |
| Australie (ARIA) | Platine       | 70 000‡           |
| Belgique (BEA) | Platine       | 40 000*           |
| Brésil (PMB) | Platine       | 40 000‡           |
| Canada (Music Canada) | 2 × Platine   | 160 000‡          |
| Danemark (IFPI Danmark) | Platine       | 90 000‡           |
| France (SNEP) | Platine       | 200 000*          |
| Italie (FIMI) | Platine       | 70 000‡           |
| Norvège (IFPI Norvège) | Platine       | 60 000‡           |
| Pologne (ZPAV) | 2 × Platine   | 40 000‡           |
| Portugal (AFP) | Platine       | 10 000^           |
| Royaume-Uni (BPI) | Argent        | 200 000‡          |
| *Ventes selon la certification ^Mise en rayon selon la certification xNon précisé par la certification ‡ventes/streaming selon la certification |               |                   |

### Version avec Doja Cat
Classements hebdomadaires
| Classement (2020)       | Meilleure position |
| ----------------------- | ------------------ |
| Croatie (HRT)           | 11                 |
| Grèce (IFPI)            | 80                 |
| Lituanie (Agata)        | 50                 |
| Nouvelle-Zélande (RMNZ) | 34                 |

## Historique de sortie
| Région     | Date                 | Format                                       | Version                             | Label(s)        | Ref.    |
| ---------- | -------------------- | -------------------------------------------- | ----------------------------------- | --------------- | ------- |
| Divers     | 20 mars 2020 (album) | - Téléchargement - streaming                 | originale                           | - XO - Republic | [ 108 ] |
| Divers     | 24 mars 2020         | - Téléchargement - streaming                 | originale                           | - XO - Republic | [ 108 ] |
| États-Unis | 24 mars 2020         | Diffusion radio (succès contemporains)       | originale                           | - XO - Republic | [ 109 ] |
| États-Unis | 24 mars 2020         | Diffusion radio (rhythmic contemporary (en)) | originale                           | - XO - Republic | [ 110 ] |
| Italie     | 24 avril 2020        | Diffusion radio (succès contemporains)       | originale                           | Universal       | [ 111 ] |
| Divers     | 21 mai 2020          | - Téléchargement - streaming                 | In Your Eyes (Remix) feat. Doja Cat | - XO - Republic | [ 4 ]   |
| Italie     | 29 mai 2020          | Diffusion radio (succès contemporains)       | In Your Eyes (Remix) feat. Doja Cat | Universal       | [ 112 ] |
| Divers     | 16 octobre 2020      | - Téléchargement - streaming                 | Kenny G remix                       | - XO - Republic | [ 113 ] |
| États-Unis | 19 octobre 2020      | Diffusion radio (adult contemporary)         | Kenny G remix                       | - XO - Republic | [ 114 ] |